# France au combat
Pendant la Seconde Guerre mondiale, France au Combat est un mouvement de la résistance française créé par les socialistes Eugène Thomas et Augustin Laurent.
Après l'arrestation d'Eugène Thomas en 1943, c'est Augustin Laurent qui devient le responsable du réseau. Ce dernier préside ensuite le Comité départemental de Libération du Nord.
Émilienne Moreau-Évrard a effectué des missions pour ce mouvement.